# انایمالای
انایمالای (به انگلیسی: Anaimalai) یک منطقهٔ مسکونی در هند است که در تامیل نادو واقع شده‌است. نام انایمالای از تپه‌های انیمودی اطراف ان گرفته شده‌است.

## خصوصیات
انایمالای ۱۶٬۵۵۶ نفر جمعیت دارد و ۲۵۸ متر بالاتر از سطح دریا واقع شده‌است.